# Greenhorn (Oregon)
Greenhorn é uma cidade localizada no estado norte-americano de Oregon, no Condado de Baker e Condado de Grant.

## Demografia
Segundo o censo norte-americano de 2000, a sua população era de 0 habitantes.

## Geografia
De acordo com o United States Census Bureau tem uma área de
0,3 km², dos quais 0,3 km² cobertos por terra e 0,0 km² cobertos por água. Greenhorn localiza-se a aproximadamente 1921 m acima do nível do mar.

## Localidades na vizinhança
O diagrama seguinte representa as localidades num raio de 40 km ao redor de Greenhorn.